# Barbie: Livet i drömhuset
Barbie: Livet i drömhuset (Originaltitel: Barbie: Life in the Dreamhouse) är en datoranimerad komedi-webbserie producerad av Arc Productions och Mattel. Serien släpptes mellan 2012 och 2015 på Barbie.com och Youtube, samt visas på Netflix i längre avsnitt ihopsatta av flera korta.

## Handling och teman
I serien får man följa Barbie, hennes systrar, vänner och husdjur i en dockversion av Malibu. Alla invånare är dockor, vilket ofta refereras till på olika sätt, men de beter sig annars som människor. Centrumet för handlingen är ofta Barbies rosa Drömhus, där det finns allt man kan tänkas behöva och lite till. Serien använder formatet av ett reality-program där rollfigurerna lämnar olika kommentarer mellan scenerna. Den bygger mycket på en slags självparodi och använder sig ofta av slapstick och populärkulturella referenser.

## Rollfigurer
- Barbie Roberts bor i det enorma Drömhuset med sina yngre systrar och sina husdjur (katten Blissa, hunden Taffy och hästen Tawny). Hon har haft över 150 yrken och är en modeikon i Malibu. Många skämt i programmet cirkulerar kring att hon är perfekt och har allt man kan tänka sig, men trots att hon är rik och berömd är hon vänlig, ödmjuk och vill allas bästa.
- Skipper Roberts är Barbies tonåriga syster. Hon är kreativ och tycker om teknik, musik och film.[4]
- Stacie Roberts är Barbies näst yngsta syster. Hon är organiserad och älskar sport och att planera saker strukturerat.
- Chelsea Roberts är Barbies yngsta syster. Hon gillar att leka med husdjuren och brukar utnyttja sitt gulliga utseende för att få som hon vill.
- Ken Carson är Barbies pojkvän och finns alltid där för henne när hon behöver hjälp. Han gillar att uppfinna saker, även om det ibland går på tok.
- Teresa är en av Barbies bästa vänner. Hon är pratglad, lite flamsig, tror på det mesta hon hör och läser, och säger alltid vad hon menar, även om det inte alltid är det optimala.
- Nikki är en av Barbies bästa vänner och är nära vän till Teresa. Hon är kreativ, modeintresserad, frispråkig och har en egen blogg.
- Raquelle är kompis till Barbie, men ser henne egentligen som sin rival, bland annat avundas hon hennes relation med Ken. Hon är fåfäng och självcentrerad, och försöker göra allt för att överglänsa Barbie. Raquelle är dock ganska klumpig och misslyckas ofta med sina planer mot henne.
- Ryan är musiker och Raquelles tvillingbror. Han är förälskad i Barbie och försöker ofta imponera på henne, vilket gör att han brukar komma i konflikt med Ken.
- Midge Hadley är Barbies barndomsbästis från Willows, Wisconsin, där allt är svartvitt och fortfarande som på 60-talet. Hon är lite gammaldags av sig och litar inte på moderna prylar. Introduceras i säsong 3.
- Summer är ytterligare en av Barbies bästa vänner. Hon är väldigt energisk och atletisk, och gillar att tävla. Introduceras i säsong 4.
- Grace är Barbies nyaste bästis. Hon är väldigt intelligent och är intresserad av vetenskap. Introduceras i säsong 6.
- Garderob är en robot skapad av Ken som bor i och tar hand om Barbies enorma garderob. Den har en knapp som gör den ond, vilken ibland råkar användas, till dockornas besvär.

## Röster
| Roll            | Originalröst       | Svensk röst                                                  |
| Barbie          | Kate Higgins       | Annika Rynger (säsong 1) Ellen Fjæstad (säsong 2–7)          |
| Skipper         | Paula Rhodes       | Linda Åslund                                                 |
| Stacie          | Paula Rhodes       | Matilda Olsson                                               |
| Chelsea         | Laura Gerow        | Clara Rynger (säsong 1) Ida Lindeberg (säsong 2–7)           |
| Ken             | Sean Hankinson     | Nicklas Berglund                                             |
| Teresa          | Katie Crown        | My Bodell                                                    |
| Nikki           | Nakia Burrise      | Sharon Dyall                                                 |
| Taffy           | Haviland Stillwell | Sharon Dyall                                                 |
| Blissa          | Haviland Stillwell | Hilda Henze                                                  |
| Raquelle        | Haviland Stillwell | Hilda Henze                                                  |
| Ryan            | Charlie Bodin      | Adam Portnoff                                                |
| Midge           | Ashlyn Selich      | Annika Barklund                                              |
| Summer          | Tara Sands         | Anneli Heed                                                  |
| Garderob        | Todd Resnick       | Joakim Jennefors Ida Lindeberg Lucas Krüger Nicklas Berglund |
| Randy Bravo     | Grant George       | Lucas Krüger                                                 |
| Nyhetsuppläsare | David Wiebe        | Adam Portnoff Joakim Jennefors Nicklas Berglund              |
| Grace           | Lillian Sophia     | ??                                                           |

## Avsnitt
| Nr       | Svensk titel                                                        | Originaltitel                                                       | Datum                                            |
| Säsong 1 |                                                                     |                                                                     |                                                  |
| 1 (01)   | Garderobsprinsessan                                                 | Closet Princess                                                     | 11 maj 2012                                      |
| 2 (02)   | Grattis, Chelsea!                                                   | Happy Birthday Chelsea                                              | 11 maj 2012                                      |
| 3 (03)   | Djurvakt                                                            | Pet Peeve                                                           | 18 maj 2012                                      |
| 4 (04)   | Smörkrämsrapsodi                                                    | Rhapsody in Buttercream                                             | 18 maj 2012                                      |
| 5 (05)   | Kens fina frisyr                                                    | Ken-tastic, Hair-tastic                                             | 25 maj 2012                                      |
| 6 (06)   | Lurad på fest                                                       | Party Foul                                                          | 22 maj 2012                                      |
| 7 (07)   | En dag på stranden                                                  | Day at the Beach                                                    | 1 juni 2012                                      |
| 8 (08)   | Påklistrat                                                          | Sticker It Up                                                       | 8 juni 2012                                      |
| 9 (09)   | Ååh, vad jobbigt!                                                   | Oh How Campy                                                        | 15 juni 2012                                     |
| 10 (10)  | En dålig hårdag                                                     | Bad Hair Day                                                        | 22 juni 2012                                     |
| 11 (11)  | Med rätt att köra                                                   | Licensed to Drive                                                   | 29 juni 2012                                     |
| 12 (12)  | Musikvideon                                                         | I Want My BTV                                                       | 6 juli 2012                                      |
| 13 (13)  | Presenter och tabbar i överflöd                                     | Gifts, Goofs, Galore                                                | 13 juli 2012                                     |
| 14 (14)  | Barbies butik                                                       | The Barbie Boutique                                                 | 20 juli 2012                                     |
| Bonus    | - Idolbrev - Barbies tekniska högskola - Antisand - Ken och roboten | - Fan Mail - Barbie Technical Institute - Sand Away - Ken and Robot | 15 juni 2012 19 september 2012 24 september 2012 |
| Säsong 2 |                                                                     |                                                                     |                                                  |
| 1 (15)   | Återförening                                                        | The Reunion Show                                                    | 12 oktober 2012                                  |
| 2 (16)   | Garderobsprinsessan 2.0                                             | Closet Princess 2.0                                                 | 18 oktober 2012                                  |
| 3 (17)   | Ohoj systrar!                                                       | Sisters Ahoy                                                        | 25 oktober 2012                                  |
| 4 (18)   | Krympaneraren                                                       | The Shrinkerator                                                    | 1 november 2012                                  |
| 5 (19)   | Valpinvasionen                                                      | Plethora of Puppies                                                 | 8 november 2012                                  |
| 6 (20)   | Rensning i garderoben                                               | Closet Clothes Out                                                  | 15 november 2012                                 |
| 7 (21)   | Delfiner på rymmen                                                  | Accidentally on Porpoise                                            | 22 november 2012                                 |
| 8 (22)   | Det dyrbara glittret – del 1                                        | Gone Glitter Gone – Part 1                                          | 29 november 2012                                 |
| 9 (23)   | Det dyrbara glittret – del 2                                        | Gone Glitter Gone – Part 2                                          | 6 december 2012                                  |
| Bonus    | - Ryans hitlåtar - Alla behöver en Ken                              | - Ryan's Greatest Hits - Everybody Needs A Ken                      | 19 december 2012 17 januari 2013                 |
| Säsong 3 |                                                                     |                                                                     |                                                  |
| 1 (24)   | Vem vinner Barbies hjärta?                                          | Playing Heart to Get                                                | 6 februari 2013                                  |
| 2 (25)   | Kaxig catwalk                                                       | Catty on the Catwalk                                                | 13 februari 2013                                 |
| 3 (26)   | Hjälp önskas                                                        | Help Wanted                                                         | 20 februari 2013                                 |
| 4 (27)   | Ett skrämmande pyjamasparty                                         | A Spooky Sleepover                                                  | 27 februari 2013                                 |
| 5 (28)   | En smula Midge                                                      | A Smidge of Midge                                                   | 6 mars 2013                                      |
| 6 (29)   | Tillfälliga jobb                                                    | Occupational Hazards                                                | 13 mars 2013                                     |
| 7 (30)   | Vilken camp!                                                        | Ooh How Campy, Too                                                  | 20 mars 2013                                     |
| 8 (31)   | Dags för några svar                                                 | Let's Make A Doll                                                   | 27 mars 2013                                     |
| Säsong 4 |                                                                     |                                                                     |                                                  |
| 1 (32)   | Sanslösa, soliga Summer                                             | Endless Summer                                                      | 26 juni 2013                                     |
| 2 (33)   | Surt sa räven                                                       | Sour Loser                                                          | 3 juli 2013                                      |
| 3 (34)   | Ännu en dag på stranden                                             | Another Day at the Beach                                            | 10 juli 2013                                     |
| 4 (35)   | Grattis på badelsedagen                                             | Happy Bathday to You                                                | 17 juli 2013                                     |
| 5 (36)   | Bara regn hos mig                                                   | Cringing in the Rain                                                | 24 juli 2013                                     |
| 6 (37)   | Kenlyan                                                             | The Ken Den                                                         | 31 juli 2013                                     |
| 7 (38)   | Blinga till bilen                                                   | Pimp My Ride                                                        | 7 augusti 2013                                   |
| 8 (39)   | Galleriagalenskap                                                   | Mall Mayhem                                                         | 14 augusti 2013                                  |
| 9 (40)   | Uppgraderingen                                                      | The Upgradening                                                     | 21 augusti 2013                                  |
| Säsong 5 |                                                                     |                                                                     |                                                  |
| 1 (41)   | Dr. Barbie                                                          | Doctor Barbie                                                       | 2 oktober 2013                                   |
| 2 (42)   | Fast i hissen                                                       | Stuck With You                                                      | 9 oktober 2013                                   |
| 3 (43)   | Enda sättet att flyga                                               | The Only Way to Fly                                                 | 16 oktober 2013                                  |
| 4 (44)   | Det perfekta poolpartyt*                                            | Perf Pool Party                                                     | 23 oktober 2013                                  |
| 5 (45)   | Fast i garderoben*                                                  | Trapped in the Dreamhouse                                           | 30 oktober 2013                                  |
| Säsong 6 |                                                                     |                                                                     |                                                  |
| 1 (46)   | Stilsuperhjältarna – del 1                                          | Style Super Squad – Part 1                                          | 5 februari 2014                                  |
| 2 (47)   | Stilsuperhjältarna – del 2                                          | Style Super Squad – Part 2                                          | 19 februari 2014                                 |
| 3 (48)   | Den svarta klänningen                                               | Little Bad Dress                                                    | 19 mars 2014                                     |
| 4 (49)   | Hundarnas tävling                                                   | Going to the Dogs                                                   | 2 april 2014                                     |
| 5 (50)   | Drömmen om drömhuset                                                | Dream A Little Dreamhouse                                           | 17 april 2014                                    |
| 6 (51)   | Malibus borgmästare                                                 | Mayor of Malibu                                                     | 30 april 2014                                    |
| 7 (52)   | Bisarra Barbie                                                      | Bizarro Barbie                                                      | 28 maj 2014                                      |
| 8 (53)   | Docka möter Efterrätt                                               | Doll Vs. Dessert                                                    | 11 juni 2014                                     |
| 9 (54)   | Viral succé                                                         | Going Viral                                                         | 9 juni 2014                                      |
| 10 (55)  | Tjejernas utflykt                                                   | Girls Day Out                                                       | 23 juli 2014                                     |
| 11 (56)  | Skällande affärer                                                   | Business is Barking                                                 | 4 september 2014                                 |
| 12 (57)  | När katten är borta                                                 | When the Cat's Away                                                 | 17 september 2014                                |
| 13 (58)  | Ta det kallt – del 1                                                | Ice Ice, Barbie – Part 1                                            | 16 oktober 2014                                  |
| 14 (59)  | Ta det kallt – del 2                                                | Ice Ice, Barbie – Part 2                                            | 29 oktober 2014                                  |
| 15 (60)  | Den galna jakten*                                                   | The Amaze Chase                                                     | 12 november 2014                                 |
| 16 (61)  | Den nya tjejen i stan                                               | New Girl in Town                                                    | 5 mars 2015                                      |
| 17 (62)  | Malibus Empiriska Emporium                                          | Malibu's Empirical Emporium                                         | 18 april 2015                                    |
| Säsong 7 |                                                                     |                                                                     |                                                  |
| 1 (63)   | Spratt på röda mattan                                               | Red Carpet Caper                                                    | 24 april 2015                                    |
| 2 (64)   | Tasskigt uppdrag                                                    | Mission Impawsible                                                  | 1 maj 2015                                       |
| 3 (65)   | Telethon                                                            | The Telethon                                                        | 8 maj 2015                                       |
| 4 (66)   | Systrarnas utmaning                                                 | Don't Bet On It                                                     | 15 maj 2015                                      |
| 5 (67)   | Konkurrerande kusiner                                               | Dissin' Cousins                                                     | 22 maj 2015                                      |
| 6 (68)   | Ensam hemma i drömhuset                                             | Alone In the Dreamhouse                                             | 29 maj 2015                                      |
| 7 (69)   | Mångalen i dig                                                      | Mooning Over You                                                    | 26 juni 2015                                     |
| 8 (70)   | Störd stil                                                          | Sidewalk Showdown                                                   | 30 juli 2015                                     |
| 9 (71)   | Systrarnas skojdag*                                                 | Sister's Fun Day                                                    | 1 augusti 2015                                   |
| 10 (72)  | Skicka in klonerna – del 1                                          | Send in the Clones – Part 1                                         | 27 augusti 2015                                  |
| 11 (73)  | Skicka in klonerna – del 2                                          | Send in the Clones – Part 2                                         | 11 september 2015                                |
| 12 (74)  | Skicka in klonerna – del 3                                          | Send in the Clones – Part 3                                         | 18 september 2015                                |
| 13 (75)  | En inre resa                                                        | The Fantasticest Journey                                            | 25 september 2015                                |

* Specialavsnitt